# José González (karatéka)
Pour les articles homonymes, voir González et José González.
José Damián González Aguado, né en 1954, est un karatéka espagnol surtout connu pour avoir remporté l'épreuve de kumite individuel masculin moins de 70 kilos aux championnats d'Europe de karaté 1979 et 1980.

## Résultats
| Résultat      | Date | Épreuve                   | Catégorie | Compétition                | Ville hôte            |
| ------------- | ---- | ------------------------- | --------- | -------------------------- | --------------------- |
| Médaille d'or | 1980 | Kumite individuel - 70 kg | Seniors   | Championnats d'Europe 1979 | Helsinki, en Finlande |
| Médaille d'or | 1980 | Kumite individuel - 70 kg | Seniors   | Championnats d'Europe 1980 | Barcelone, en Espagne |